# Hans Malmgren
Hans Valdemar Malmgren, född 4 juni 1906 i Halmstads församling i Hallands län, död 16 maj 1997 i Sankt Nikolai församling i Halmstad, Hallands län, var en svensk militär.

## Biografi
Malmgren avlade officersexamen vid Krigsskolan 1926 och utnämndes samma år till fänrik vid Hallands regemente, där han befordrades till löjtnant 1929. Han studerade vid Krigshögskolan 1937–1939. År 1939 befordrades han till kapten, varefter han tjänstgjorde vid Skaraborgs regementes pansarbataljon 1939–1942 och vid Skaraborgs pansarregemente från 1942. Han befordrades till major 1944 och var chef för Pansarskolan från 1944. Han befordrades till överstelöjtnant 1949 och tjänstgjorde från 1949 vid Skaraborgs pansarregemente, bland annat som regementschef 1954–1966. Regementets namn ändrades till Skaraborgs regemente 1963. Malmgren är begravd på Eslövs kyrkogård.

## Utmärkelser
- Riddare av Svärdsorden, 1946.[7]
- Riddare av Vasaorden, 1949.[8]
- Kommendör av första klass av Svärdsorden, 6 juni 1962.[9]